# Bencomo
Benchomo o Benytomo (Tenerife, 1423 - Aguere, 1495), más conocido como Bencomo por vulgarización, fue un Mencey aborigen guanche de la isla de Tenerife, Canarias, siendo el mencey de Taoro a finales del siglo xv, y protagonista de los acontecimientos de la conquista europea de la isla al dirigir la resistencia guanche.
Era el mencey más poderoso de la isla, siendo tratado por los europeos con el apelativo de gran rey y por los guanches de quebehí, 'alteza'.

## Antroponimia
Aparte de los ya nombrados Benchomo, Benytomo y Bencomo, este antropónimo aparece escrito en las fuentes también como Bentomo, Venitomo, Benchóm, Bencom y Benitomo.
En cuanto a su posible significado, el filólogo Ignacio Reyes propone 'ambicioso' desde una forma tamazight insular primaria we-n-ytum, afirmando que Benytomo es el enunciado original del antropónimo de este caudillo guanche, mientras que el filólogo Juan Álvarez Delgado apunta como forma originaria del nombre a Benchomo desde wen-chum (del verbo echchem, 'ser mejor', 'valer más'), proponiendo 'éste es el mejor' o 'éste es el más grande'.
El origen de la versión del nombre 'Bencomo' se supone en una posible lectura errada que consideró la versión original 'Benchomo' como un cultismo latino (ch > k/c, como se usaba en términos latino-helénicos en el castellano medieval) o surgió por las erratas en los textos de Antonio de Viana, los cuales vulgarizaron esta versión del nombre. En este sentido, el filólogo Juan Álvarez Delgado afirmó:

... Gobernó la isla de Tenerife un solo rey en Adeje hasta 1440, no hasta 1390 como suele decirse. Y que entre 1445-1452 fueron surgiendo los nueve reinos de la Isla. [...] Reino de Taoro. Su primer rey se llamó Betzenuhya [...] Sucedióle hacia 1466 Benchóm o Benchomo, por wen-chchúm «éste es el mejor» o «el más grande», de ahí que se le llame «El Rey Grande de Taoro». Son variantes Bencom y Bencomo erratas de Viana, y Benitomo, Venitomo, Bentomo por fonetismo grancanario de los auxiliares de Don Fernando Guanarteme y de Fernández de Lugo, como se dijo a propósito del nombre de su sucesor.
Juan Álvarez Delgado.

El propio Antonio de Viana nombra por primera vez a Bencomo en los versos finales del "Canto Primero" de su famoso poema épico titulado Antigüedades de las Islas Afortunadas..., de 1604, escribiendo 'Benchomo' en lugar de 'Bencomo', aunque en las siguientes veces que nombra al mencey en el poema lo escribe de esta última forma o como 'Bencom'. Citando a parte de dicho "Canto Primero" del texto original del poema, este dice:

...
Nueue ceptros de Rey tuuo Niuaria
Y todos nueue en ſu gouierno fueron
En terminos y ſitios diferentes,
Del eſtado de Naga fue Bencharo
Y de Guimar Añeterue el bueno
En Tacoronte el arrogante Acaymo
En Taoro Benchomo el potentiſsimo
Bellicar en Ycode noble Reyno,
En Baute el Grã Romen Rey poderoſo
Del de Abona Adxoña Rey esforçado,
De Adexe Pelinor no menos fuerte
De Teno Guantacara, brauo y fiero,
Mas de todos Bencomo el de Taoro,
Fue el mas temido amado y eſtimado.
...
Antonio de Viana.

### Nombre cristiano
Algunos historiadores y genealogistas, siguiendo al poeta Antonio de Viana, consideran que Bencomo sobrevivió a los enfrentamientos, rindiéndose en 1496 en el acto de sumisión conocido como Paz de Los Realejos, y tras ser bautizado recibió el nombre de Cristóbal Hernández, al que algunos incluyen el segundo apellido Bencomo o de Taoro. Sin embargo, estos hechos narrados por Viana no cuentan con respaldo documental, mientras que sí está documentado en textos contemporáneos a los hechos que el mencey Bencomo murió en la Batalla de La Laguna.

## Biografía

### Familia y descendencia
Para José de Viera y Clavijo, Bencomo era hijo de Imobach, nieto de Betzenuhya y bisnieto de Tinerfe el Grande. Tenía un hermano, Tinguaro, que luchó a su lado durante la conquista castellana.
Se casó con Caseloria y juntos tuvieron tres hijos: Bentor, Dácil (bautizada luego como Mencía Bencomo) y María Bencomo. Sus nietos fueron Ruymán, Rosalva, y Collarampa (hijos de Bentor), Dácil o Dácila (quien se casó con el conquistador Fernán García Izquierdo y se bautizó como Catalina Izquierdo), Juan, María y Elvira Bencomo (hijos de Dácil Bencomo) y Catalina González (hija de María Bencomo).

### Antes de la conquista castellana
Para el historiador Tomás Arias Marín de Cubas, Bencomo tenía al morir «casi o más de setenta años», por lo que su nacimiento se habría producido en torno al año 1423.
Según Antonio de Viana, Acaimo y Beneharo, menceyes de Tacoronte y Anaga, habían estado en guerra con el mencey Bencomo de Taoro durante más de treinta años a causa de haberse casado este con Hañagua, a quien también habían pretendido los menceyes de Tacoronte y Anaga, haciendo las paces poco antes de la llegada del ejército conquistador al mando de Alonso Fernández de Lugo en 1494.
En el momento que precede a la conquista, la isla de Tenerife se hallaba en un conflicto entre los distintos menceyatos. Bencomo pretendía constituir un poder hegemónico en toda la isla, lo que produjo un enfrentamiento con los menceyatos del sur, de menor riqueza ecológica. La presencia europea en las islas había ido acelerando un proceso de progresiva complejización en la organización del poder, tendente a una mayor jerarquización.[cita requerida]

### Durante la conquista
A la llegada del ejército conquistador al mando de Alonso Fernández de Lugo en mayo de 1494, Bencomo se aprestó a rechazar la invasión desde un primer momento. Poco después del desembarco en Añazo, Lugo se desplazó a la Laguna, donde lo esperaba el mencey de Taoro con numerosos guerreros. Allí se entabló parlamento, ofreciendo Lugo, según algunos historiadores, amistad, conversión al cristianismo y sometimiento a los Reyes Católicos. Bencomo aceptó lo primero, se extrañó de lo segundo y se ofendió por lo tercero, resultando enemigas ambas partes. Benchomo se retiró a su territorio, donde recabó la ayuda de los demás menceyes de la isla, uniéndosele los de Tegueste, Tacoronte, Icod y Daute, formando así los bandos de guerra.
Bencomo dirigiría en persona los enfrentamientos consiguientes, destacándose la conocida como Matanza de Acentejo a finales de ese mes de mayo. El mencey planeó cercar a los castellanos en el barranco de Acentejo, enviando a su hermano Tinguaro con trescientos guerreros por los altos de la zona para partir el ejército conquistador en dos, estando él mismo al frente del grueso de las fuerzas guanches que atacarían la vanguardia. De esta batalla resultaron terriblemente derrotados los conquistadores, teniendo Lugo que retirarse de la isla.
En 1495 regresan los conquistadores, y Bencomo vuelve a reunir sus fuerzas para enfrentarse nuevamente a la invasión. El 14 de noviembre tuvo lugar la conocida como batalla de Aguere. Según los historiadores, Bencomo, crecido por la anterior victoria, planteó hacer frente a los conquistadores en las llanuras próximas a la Laguna, enviando a su vez a trescientos o cuatrocientos guerreros inadvertidamente hacia Añazo por el barranco de Tahodio para que cortaran la retirada de las tropas castellanas. El mencey ordenó entonces sus fuerzas en tres partes: el centro, dirigido por él mismo, el ala derecha, por Acaimo de Tacoronte, y el ala izquierda por Tinguaro.
Después de horas de refriega, se impusieron los conquistadores, resultando malherido el propio mencey Bencomo, que moriría en el campo de batalla. Sin embargo, su muerte y la de su hermano Tinguaro se superponen en algunos historiadores e igualmente se pone en duda el nombre del soldado responsable de su caída. El fraile-historiador Alonso de Espinosa cita al respecto:

Entre otros peleó ese día valentísimamente el rey de Taoro, porque con una alabarda, dicen se defendió de siete hombres de a caballo, y al cabo se escapó dentre ellos y se subió por la cuesta de San Roque. Mas aunque destos se escapó, no pudo escaparse de un fulano de Buendía, que sin conocerlo ni saber que era rey (aunque él en su lengua se lo decía ser el Mencey, que es rey), como no lo entendiese, no le valió su reinado, que le pasó con la lanza en un barranquillo estrecho, do quedó...

Tras la muerte de Bencomo, los supervivientes eligieron a su hijo Bentor como mencey de Taoro y líder de la resistencia.

## El apellido Bencomo
Bencomo es uno de los apellidos de origen guanche que perduran en la población canaria −según el INE, en 2015 había 1 377 personas con este apellido, principalmente en la provincia de Santa Cruz de Tenerife−, junto a otros como Tacoronte, Baute o Guanche.
Aunque la mayoría de los genealogistas los hacen descender del propio mencey de Taoro, según el investigador Leopoldo de la Rosa este apellido aparece por primera vez a mediados del siglo xviii, y fue tomado por algunos descendientes de los antiguos menceyes de la isla tras la popularización de la figura de Bencomo en las obras de Fray Alonso de Espinosa y Antonio de Viana.
Quizás el personaje histórico canario más famoso que llevó este apellido fue Cristóbal Bencomo y Rodríguez, presbítero lagunero, confesor del rey Fernando VII y arzobispo titular de Heraclea.